# Mieherjaure
Mieherjaure är en sjö i Gällivare kommun i Lappland och ingår i Vitåns huvudavrinningsområde. Sjön har en area på 0,308 kvadratkilometer och ligger 268 meter över havet.

## Delavrinningsområde
Mieherjaure ingår i det delavrinningsområde (738084-177074) som SMHI kallar för Ovan 737532-177233. Medelhöjden är 263 meter över havet och ytan är 44,56 kvadratkilometer. Det finns inga avrinningsområden uppströms utan avrinningsområdet är högsta punkten. Avrinningsområdets utflöde Vitån mynnar i havet. Avrinningsområdet består mestadels av skog (77 procent) och sankmarker (17 procent). Avrinningsområdet har 1,24 kvadratkilometer vattenytor vilket ger det en sjöprocent på 2,8 procent.